# زبيب الجبل
يسمى «الزبيب البري» و «حب الرأس» و «كشمش كابليو» و «ميويزج» (فارسية).

وهو يختلف عن الهذال أو الدبق.

## الوصف النباتي
نوع نبات له أوراق شبيهة بأوراق العنب البري، أغصانه قائمة سوداء. بزوره في قرون تشبه قرون الحمص لكن لها مقطع عرضي مثلث. بزره حب أسود مثل الحمص الأسود. 

## الاستعمال
أستعمل في الطب القديم في علاج البلغم في الأنف، علاج بعض الأمراض الجلدية مثل الجرب وتقشر الجلد، ينبت الشعر المتساقط من داء الثعلب ويقوي الشعر ويطيله، يسكن أوجاع الأسنان،
قال ابن البيطارالعشاب في كتابه «الجامع لمفردات الأدوية والأغذية» ان في شربه خطر لأنه يقرح المثانة لذا ينصح بعدم شربه إلا بعد استشارة الطبيب، الصيدلي أو العشاب.